# Otto Wolff von Amerongen

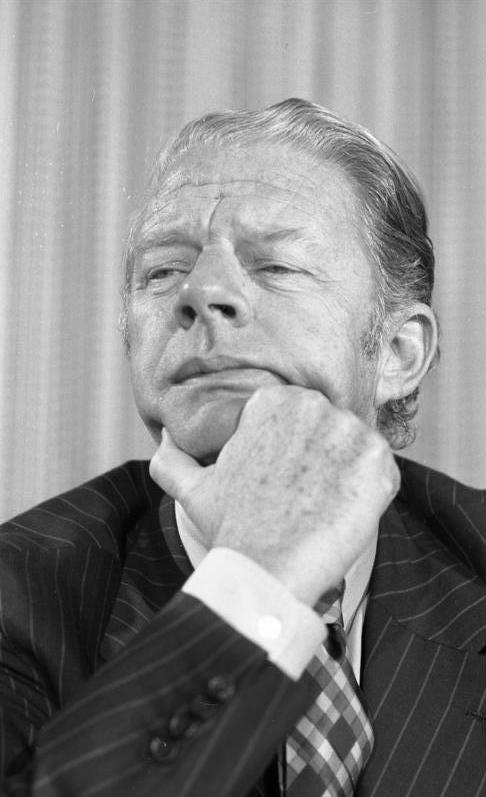
Otto Wolff von Amerongen, 1977

Otto Wolff von Amerongen (* 6. August 1918 in Köln; † 8. März 2007 ebenda, vollständig Otto Wolff Freiherr Taets von Amerongen) galt als einer der einflussreichsten Unternehmer in Deutschland nach 1945. Er wurde auch als „Wegbereiter des Osthandels“ und „heimlicher Osthandelsminister“ bezeichnet.

## Leben und Wirken

### Privatleben
Otto war der nichteheliche Sohn des Eisenindustriellen Otto Wolff und von Else von Amerongen geb. Pieper (Ehefrau des Hans Taets von Amerongen). Otto Wolff adoptierte am 22. Juli 1935 seinen leiblichen Sohn, wodurch aus Otto Taets von Amerongen Otto Wolff von Amerongen wurde.
Er absolvierte die Grundschule in Österreich, legte das Abitur ab und begann eine kaufmännische Berufsausbildung. Nach fünf Jahren in der Hitlerjugend wurde von Amerongen 1938 zur Wehrmacht einberufen. In der Zeit der NS-Diktatur schloss er sich keiner weiteren nationalsozialistischen Organisation oder deren Untergruppierung an. Nach Kriegsende war er bis 1947 durch die Alliierten interniert.

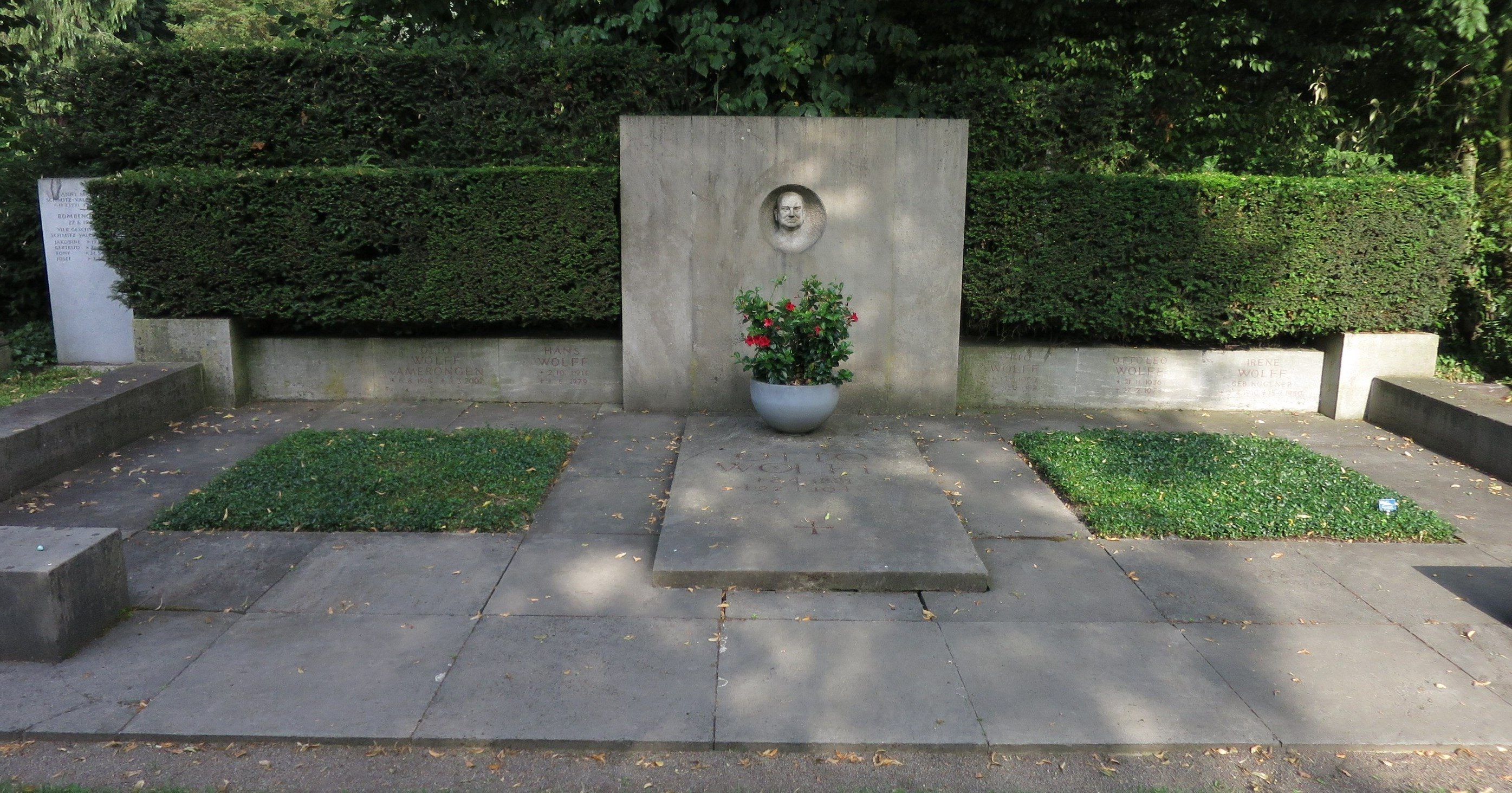
Grabstätte der Familie Wolff

Wolff hatte 1943 Eva Hehemann (1923–2016) geheiratet. Aus der Ehe gingen drei Töchter hervor, Claudia, Regine und Jeanne. Nachdem sich das Paar getrennt hatte, heiratete Wolff 1966 Winnie von Greger (1933–2020).
Aus gesundheitlichen Gründen zog sich Wolff etwa 2003 zunehmend aus der Öffentlichkeit zurück. Er verstarb 2007 im Alter von 88 Jahren und wurde auf dem Kölner Melaten-Friedhof (HWG, zwischen Lit. L+M) beigesetzt.

### Rolle in der Zeit des Nationalsozialismus

Familienwappen Taets von Amerongen

Bereits im Jahr 1940 folgte er seinem Vater Otto Wolff nach dessen Tod als persönlich haftender Teilhaber des Otto-Wolff-Konzerns. Er vertrat den Konzern während des Krieges in Lissabon und organisierte den Kauf des kriegswichtigen Schwermetalls Wolfram, das sich zur Herstellung panzerbrechender Munition eignet, für die deutsche Rüstungsindustrie. Portugal war der einzige Staat, der dem Deutschen Reich diesen Rohstoff lieferte.
Durch entsprechende Vermerke in Akten der US-Militärregierung und des sowjetischen KGB gilt als bewiesen, dass der Otto-Wolff-Konzern unter seiner Führung bis 1945 unter anderem jüdisches Eigentum in Form von Aktien, Gold und anderen Werten für das nationalsozialistische Deutschland beschaffte und an den Börsen z. B. in der Schweiz anlegte. Die beiden Journalisten Ingolf Gritschneder und Werner Rügemer hatten dazu monatelang recherchiert und in der Dokumentation Hehler für Hitler (2001), in der Wolff und sein Unternehmen im Mittelpunkt stehen, das Thema an die Öffentlichkeit gebracht.

### Unternehmerische Tätigkeit von 1945 bis 1990
Nach Ende des Zweiten Weltkrieges war er zeitweilig interniert. 1947 konnte er wieder in das Familienunternehmen zurückkehren. Da viele Unternehmen aus der Metallbranche größtenteils unter Kontrolle der Alliierten standen, war sein hauptsächliches Bemühen in diesen Jahren, die Zersplitterung und Entflechtung der einzelnen Unternehmensteile zu verhindern. Seine geschäftlichen Aktivitäten richtete er auf drei Schwerpunkte, den Handel im Bereich Metallgüter, die Grundstoffindustrie und die verarbeitende Industrie. Hinzu kamen zeitweilig auch die Planung und Errichtung kompletter Anlagen. 1949 firmierte er die Wolff-Gruppe in eine KG um, mit 49 Prozent des Kapitalanteils in seiner Hand. Im Jahre 1963 betrug der Jahres-Umsatz des Unternehmens 3 Milliarden DM. Damit war es nach Krupp und Flick das drittgrößte deutsche Familienunternehmen. 1966 wandelte er die Wolff-Gruppe in eine Aktiengesellschaft um und führte sie bis 1986 als Vorstandsvorsitzender. Jedoch zeigte sich immer deutlich, dass das Unternehmen durch seine Größe im internationalen Markt immer mehr an seine Grenzen stieß. Deshalb verkaufte Wolff 1968 den Geschäftsanteil in der Grundstoffindustrie, um in anderen Bereichen flexibler werden zu können. Mit dem Aufkommen der Stahlkrise Mitte der 70er Jahre konnte zwar die Stabilität im Unternehmen noch gehalten werden, aber es geriet Mitte der 80er Jahre immer stärker in den weltweiten Krisensog. Zur finanziellen Stützung hatte Wolff firmeneigenen Immobilienbesitz aufgekauft, eine Tochtergesellschaft hatte einen Jahresverlust von über 200 Millionen DM eingefahren, die für den Stahlhandel zuständige Tochtergesellschaft geriet immer mehr in Schwierigkeiten. Er berief 1986 seinen Schwiegersohn Arend Oetker zum Vorstandsvorsitzenden, der dann 1990 den gesamten Konzern mitsamt seinen rund 200 Beteiligungen und 30.000 Mitarbeitern nach weiter anhaltender Krise und vorangegangener Teilverkäufe an die Thyssen AG (heute ThyssenKrupp AG) verkaufte. Nach Auffassungen von Wolff von Amerongen war das „kein Schritt aus der Not“ sondern eine Akzeptanz der Ende der 80er Jahre entstandenen wirtschaftlichen Tatsachen.
In dem betrachteten Zeitrahmen hatte Wolff von Amerongen zahlreiche Aufsichtsratsmandate inne und wurde 1971 als erster Deutscher in das Führungsgremium des US-amerikanischen Exxon-Konzerns berufen.

### Mitgliedschaften und Ämter
Von 1969 bis 1988 war Otto Wolff von Amerongen Präsident des Deutschen Industrie- und Handelstages und dann bis zu seinem Tod in zahlreichen Organisationen Ehrenpräsident, wie z. B. der Kölner Industrie- und Handelskammer, des Deutschen Industrie- und Handelskammertages, der Deutschen Olympischen Gesellschaft, der Deutschen Gesellschaft für Auswärtige Politik und auch des Verbandes der Deutschen Wirtschaft in der Russischen Föderation. Er gehörte dem inneren Kreis der Bilderberg-Gruppe an und war Mitglied des Präsidiums der Europa-Union Deutschland. Er gehört darüber hinaus zu den Gründungsmitgliedern der deutschen Gruppe der Trilateralen Kommission. Bereits 1964 hatte sich in den Räumen seines Unternehmens die Deutsch-Portugiesische Gesellschaft (DPG) gegründet, deren Gründungsmitglied er war. Er gehörte von 1959 bis 1960 dem Beirat der Friedrich-Naumann-Stiftung an.

### Einfluss auf den Osthandel
Im Bereich der wirtschaftlichen Zusammenarbeit mit den östlichen Ländern konnte  Wolff von Amerongen nach 1945 an die Traditionen aus der Zeit der Geschäftsführung durch seinen Vater anknüpfen. Dieser hatte 1922 großen Anteil am Entstehen der Deutsch-Russischen Handels AG, baute mit seinem Unternehmen an der mandschurischen Eisenbahnstrecke mit und war beteiligt am Zustandekommen der ersten Ölpipeline zwischen Batumi und Baku. 1952 übernahm er in dem ins Leben gerufenen Ost-Ausschuss der Deutschen Wirtschaft den Vorsitz im Arbeitskreis Sowjetunion. Ihm gelang es im gleichen Jahr, mit der sowjetischen Führung konstruktive Gespräche über die Verbesserung der Wirtschaftsbeziehungen zwischen Deutschland und der Sowjetunion zu führen. Für 1954 hatte er ein deutsch-sowjetisches Treffen mit der sowjetischen Führung in Moskau vorbereitet, das kurz vor Antritt der Reise vom Auswärtigen Amt untersagt wurde.
Immer wieder war Wolff von Amerongen bei seinen Aktivitäten in Richtung Osten gezwungen, gegenüber der US-Regierung eine gewisse außenpolitische Balance zu halten. Um diese Rücksichtnahme auch inhaltlich gewährleisten zu können, war er 1954 Mitbegründer und Mitglied des Steering Comitees der Bilderberg-Konferenz geworden. Dennoch stießen seine osteuropäischen Demarchen auch in Washington auf Kritik und Widerspruch. Von 1955 bis 2000 leitete Wolff von Amerongen den Ost-Ausschuss der Deutschen Wirtschaft und baute in dieser Position in den 1950er- und 1960er-Jahren wirtschaftliche Kontakte zur Sowjetunion auf. 1961 wurde er von Bundeskanzler Konrad Adenauer zum Leiter des Komitees zur Vorbereitung der Industriemesse Moskau 1962 berufen. Das deutsch-sowjetische Erdgas-Röhren-Geschäft – ein sogenanntes Barter-Geschäft – gilt als sein größter Erfolg mit Einfluss auf die Entspannungspolitik der Bundesrepublik. Regelmäßig suchte Wolff von Amerongen während der Leipziger Messe den persönlichen Kontakt zu den politischen und wirtschaftlichen Kreisen der Osteuropäischen Länder und pflegte diesen auch. Deshalb wurde er auch von Michail Gorbatschow als „ältester Pionier der Arbeitsbrigade Deutschland/Sowjetunion“ gewürdigt. Als Vorsitzender des Ost-Ausschusses der deutschen Wirtschaft war Wolff von Amerongen 1989 drei Monate nach dem Tian’anmen-Massaker der erste Ausländer, der den chinesischen Premierminister Li Peng besuchte.

### Unternehmerische Tätigkeit von 1990 bis 2003
Aber auch in der neuen politischen und wirtschaftlichen Situation, die Anfang der 90er Jahre eintrat, blieb Wolff von Amerongen geschäftlich aktiv. Er konzentrierte sich von nun an stärker auf den Dienstleistungssektor, den Kauf und Umbau von Unternehmen, um sie für die neuen Marktbedingungen fit zu machen. 1991 gründete er dafür die Otto Wolff von Amerongen Industrieberatungs- und Beteiligungsgesellschaft und wurde ihr Geschäftsführer.
1992 gründete er die Otto Wolff von Amerongen-Stiftung zur Förderung von Bildung, Erziehung und Völkerverständigung, deren Vorstandsvorsitz er übernahm. 1998 entstand daraus die Otto Wolff-Stiftung. 
Diese Stiftung unterhielt in Köln ein Institut für Wirtschaftsforschung, das Otto-Wolff-Institut für Wirtschaftsordnung. Im Jahr 2021 wurde das Otto-Wolff-Institut für Wirtschaftsordnung gGmbH liquidiert. Im Jahr 2022 gab die Stiftung als Förderaktivität die Unterstützung des Instituts für Wirtschaftspolitik an der Universität zu Köln an.
Seit 2009 vergibt die Otto Wolff-Stiftung den Otto-Wolff-von-Amerongen-Mittelstandspreis.  Die Auszeichnung wird für herausragende Leistungen in drei Kategorien vergeben: an deutsche mittelständische Unternehmen in Russland, russische mittelständische Unternehmen in Deutschland und innovative Unternehmen in beiden Märkten. Der Preis ist die einzige Auszeichnung im deutsch-russischen wirtschaftlichen Kontext. Neben den unternehmerischen Aktivitäten würdigt er auch die Pionierleistungen auf dem jeweiligen Zielmarkt und rückt die hohe Innovationskraft der Firmen in den Fokus. Der Preis wird zusammen mit der Deutsch-Russischen Auslandshandelskammer Moskau verliehen.
Seit 2001 vergibt der Club of Cologne alle zwei Jahre den mit 5.000 Euro dotierten Otto Wolff von Amerongen Preis für Sportwissenschaft.

## Auszeichnungen
- 1964: Großes Goldenes Ehrenzeichen für Verdienste um die Republik Österreich[18]
- 1973: Großoffizier des Ordens des Infanten Dom Henrique
- 1978: Ehrendoktor der Universität Köln
- 1979: Großes Verdienstkreuz der Bundesrepublik Deutschland
- 1984: Krawattenmann des Jahres
- 1985: Ehrendoktor der Universität Jena
- 1993: Ehrendoktor der Sporthochschule Köln
- 1994: Großes Verdienstkreuz mit Stern und Schulterband der Bundesrepublik Deutschland
- 1996: Honorarprofessor der Technischen Universität Cottbus
- 2000: Dr. Friedrich Joseph Haass-Preis des Deutsch-Russischen Forums
- 2000: Großkreuz des Bundesverdienstordens der Bundesrepublik Deutschland[19]